# Panturkizam
Panturkizam je politički koncept koji ima za cilj ujedinjenje svih Turaka i naroda koji govore turskim jezikom kao i teritorija na kojima oni žive. Nastao je oko 1880. godine među turskim intelektualcima u tadašnjoj Ruskom Carstvu, s ciljem kulturnog i političkog ujedinjenja svih Turaka s prostora tadašnjeg Osmanskog carstva, Rusije, Kine, Irana, Afganistana.
Ideologija pokreta koji teži stvaranju Velike Turske naziva se u literaturi panturcizam. 
Panturkizam se u značajnoj mjeri preklapa s islamistizmom i konceptom tzv. neoosmanizma, težnje za pozicioniranjem moderne Turske u okvire koji približno odgovaraju bivšem Osmanskom imperiju.
Jedan od najznačajnijih ranih eksponenata panturcizma je Enver-paša, otomanski ministar rata tijekom Prvog svjetskog rata i jedan od lidera borbe protiv Ruske Imperije i Sovjetske vladavine u Centralnoj Aziji.
Značajna epizoda u povijesti panturcizma odigrala se tijekom Drugog svetskog rata, kada su nacisti pokušali potkopati sovjetsko jedinstvo pod zastavom panturcizma u borbi sa SSSR-om. Njemački pokušaji, međutim, nisu dali značajne rezultate.

## Armenski genocid
Panturcizam je bio osnovna ideologija i povod za genocid nad Armencima koji je 1915. godine sproveden pod upravom Enver-paše s ciljem uklanjanja ne-turske i ne-muslimanske manjine iz Osmanskog carstva i u cilju stvaranja velikoturske države.

## Grčki genocid
Grčki genocid je termin koji se koristi od strane nekih akademika a odnosi se na sudbinu Grka u Otomanskom carstvu tijekom i nakon Prvog svetskog rata (1914. – 1923). Kao i Armenci i Asirci, Grci su bili podvrgnuti raznim oblicima progona, uključujući masakre, protjerivanja. Procjenjuje se da je na stotine tisuća Grka umrlo tijekom ovog perioda kao rezultat progona i masakra otomanskih vlasti.

## Genocid nad Armencima, Asircima i Kurdima
Pored armenskog i grčkog genocida, pan-turski Mladoturski režim u Otomanskom carstvu sprovodio je genocid i nad asirskim i kurdskim stanovništvom.
Panturcizam i turska nacionalistička historiografija je korištena da se potpuno negira identitet Armenaca i Kurda. Istovremeno, razne revizionističke tvrdnje su napravljene na drevnim narodima u regionu i šire.